# Liste der Baudenkmale in Schlagsdorf
In der Liste der Baudenkmale in Schlagsdorf sind alle denkmalgeschützten Bauten der mecklenburgischen Gemeinde Schlagsdorf und ihrer Ortsteile aufgelistet. Grundlage ist die Veröffentlichung der Denkmalliste des Kreises Nordwestmecklenburg mit dem Stand vom 16. September 2020.

## Baudenkmale nach Ortsteilen

### Schlagsdorf
| ID   | Lage           | Bezeichnung                                                                           | Beschreibung | Bild           |
| ---- | -------------- | ------------------------------------------------------------------------------------- | ------------ | -------------- |
| 1263 | (Karte)        | Kirche m. gusseisernem Grabkreuz u. Kriegerdenkmal (1./2. Weltkrieg) auf dem Friedhof |              | Weitere Bilder |
| 1258 | Hauptstraße    | Scheune                                                                               |              |                |
| 1257 | Bäckerberg 5   | Bauernhaus                                                                            |              | Bauernhaus     |
| 1262 | Hauptstraße 19 | Pfarrhof m. Wohnhaus, ehem. Stallgebäude u. zwei Pfostensteine                        |              |                |
| 1259 | Hauptstraße 19 | Bauernhaus                                                                            |              |                |
| 1260 | Hauptstraße 37 | Tagelöhnerkate                                                                        |              |                |
| 1261 | Hauptstraße 52 | Bauernhaus                                                                            |              |                |

### Schlagbrügge
| ID   | Lage                    | Bezeichnung                        | Beschreibung | Bild |
| ---- | ----------------------- | ---------------------------------- | ------------ | ---- |
| 1605 |                         | Meilenstein (Flur 1, Flurstück 24) |              |      |
| 1248 | Lindenstraße 2          | Scheune                            |              |      |
| 1247 | Schlagsdorfer Straße 1  | Bauernhaus                         |              |      |
| 1252 | Schlagsdorfer Straße 13 | Bauernhaus                         |              |      |
| 1253 | Schlagsdorfer Straße 14 | Wohnhaus                           |              |      |
| 1521 | Schlagsdorfer Straße 3  | Kate                               |              |      |
| 1251 | Schlagsdorfer Straße 8  | Bauernhof                          |              |      |

### Schlagresdorf
| ID   | Lage                  | Bezeichnung | Beschreibung | Bild |
| ---- | --------------------- | ----------- | ------------ | ---- |
| 1255 | Straße der Einheit 13 | Hof III     |              |      |
| 1256 | Straße der Einheit 4  | Bauernhaus  |              |      |

## Quelle
- Denkmalliste des Landkreises Nordwestmecklenburg (Stand: 9. November 2023; PDF, 1,2 MByte)